# Кабаново (Кропивинський округ)
Каба́ново (рос. Кабаново) — присілок у складі Кропивинського округу Кемеровської області, Росія.

## Населення
Населення — 185 осіб (2010; 248 у 2002).
Національний склад (станом на 2002 рік):
- росіяни — 93 %